# Live Phish Volume 9
Live Phish Vol. 9 es un álbum en directo de la banda de rock estadounidense Phish grabado en directo en el Townshend Family Park de Townshend, Vermont, el 26 de agosto de 1989.

## Lista de canciones

### Disco 1
1. "Fluffhead" (Anastasio, Pollak) - 15:23
2. "Colonel Forbin's Ascent" (Anastasio) - 7:13
3. "Fly Famous Mockingbird" (Anastasio) - 7:20
4. "Harry Hood" (Anastasio, Fishman, Gordon, Long, McConnell) - 10:21
5. "Split Open and Melt" (Anastasio) - 7:13
6. "The Divided Sky" (Anastasio) - 12:08

### Disco 2
1. "You Enjoy Myself" (Anastasio) - 14:50
2. "Possum" (Holdsworth) - 7:18
3. "Andy Griffith Theme" (Hagen, Spencer) - 1:53
4. "Bold as Love" (Hendrix) - 4:59
5. "Ya Mar" (Ferguson) - 6:34
6. "Slave to the Traffic Light" (Abrahams, Anastasio, Pollak) - 6:20
7. "AC/DC Bag" (Anastasio) - 6:41
8. "Donna Lee" (Parker) - 4:29
9. "Funky Bitch" (Seals) - 5:09
10. "Foam" (Anastasio) - 6:34

### Disco 3
1. "David Bowie" (Anastasio) - 14:45
2. "The Man Who Stepped Into Yesterday" (Anastasio) - 3:31
3. "Avenu Malcanu" (Traditional) - 3:32
4. "Suzy Greenberg" (Anastasio, Pollak) - 6:20
5. "Dinner and a Movie" (Anastsio, Pollak) - 3:57
6. "Run Like an Antelope" (Anastasio, Marshall, Pollak) - 13:47
7. "Contact" (Gordon) - 6:12
8. "The Lizards" (Anastasio) - 9:35
9. "La Grange" (Beard, Gibbons, Hill) - 4:50

## Personal
- Trey Anastasio - guitarra, voz
- Page McConnell - piano, órgano, voz
- Mike Gordon - bajo, voz
- Jon Fishman - batería, aspiradora , voz